# Карън Маккомби
Карън Маккомби (на английски: Karen McCombie) е шотландска писателка, авторка на бестселъри в жанра любовен роман, чиклит и детско-юношеска литература. Писала е и под псевдонима Мел Спарк (на английски: Mel Sparke).

## Биография и творчество
Карън Грейс Маккомби е родена на 28 август 1963 г. в Абърдийн, Шотландия. Учи в местния колеж графичен дизайн и комуникационни изследвания. След дипломирането си работи като стажант журналист в Шотландия в списание „Blue Jeans“. След няколко години се премества в Лондон, където работи в младежките списания за девойки – „Just 17“ и „Sugar“, като пише от темите да модата на домашните любимци до хороскопи. През 1990 г. е помолена от списание „Sugar“ да напише поредица от разкази под псевдонима Мел Спарк, които са в основата на следващите ѝ романи.
През 2001 г. издава първата си книга „Минало, настояще и едно много шумно момиче“ от емблематичната ѝ поредица „Светът на Али“. Главната героиня Александра е симпатичното момиче със сложна семейна история, колоритни училищни приятели и все още несподелена любов. Тя печели симпатията на всички и има поредица от приключения. Книгите от поредицата бързо стават бестселъри и тя се посвещава на писателската си кариера.
Карън Маккомби живее със семейството си в Северен Лондон.

## Произведения
частична библиография

### Самостоятелни романи
- My Funny Valentine (2002)
- Love Is the Drug (2002)
- Blissed Out (2002)
- My Sister, the Superbitch (2002)
- Winter Wonderland (2002)
- In Sarah's Shadow (2003)
- Marshmallow Magic and the Wild Rose Rouge (2004)
- An Urgent Message of Wowness (2006)
- Bliss... (2007)
- The Seventeen Secrets of the Karma Club (2008)
- Smile! It's Meant to Be Fun: Sadie Rocks (2009)
- The Raspberry Rules (2010)
- Six Words and a Wish (2011)
- Life According to... Alice B. Lovely (2012)
- The Year of Big Dreams (2013)
- The Girl Who Wasn't There (2014)
- Catching Falling Stars (2015)

### Серия „Светът на Али“ (Ally's World)
1. The Past, the Present and the Loud, Loud Girl (2001)
Минало, настояще и едно много шумно момиче, изд.: „Егмонт България“, София (2007), прев. Надежда Радулова
2. Dates, Double Dates and Big, Big Trouble (2001)
Срещи, двойни срещи и много големи грижи, изд.: „Егмонт България“, София (2007), прев. Надежда Радулова
3. Butterflies, Bullies and Bad, Bad Habits (2004)
Пеперуди, хулигани и много лоши навици, изд.: „Егмонт България“, София (2008), прев. Надежда Радулова
4. Friends, Freak-outs and Very Secret Secrets (2002)
Приятели, откачалки и много тайни тайни, изд.: „Егмонт България“, София (2008), прев. Надежда Радулова
5. Boys, Brothers and Jelly-belly Dancing (2002)
6. Sisters, Super Creeps and Slushy, Gushy Love-songs (2002)
7. Parties, Predicaments and Undercover Pets (2002)
8. Tattoos, Telltales and Terrible, Terrible Twins (2002)
9. Mates, Mysteries and Pretty Weird Weirdness (2002)
10. Daisy, Dad and the Huge, Small Surprise (2003)
11. Rainbows, Rowan and True, True Romance(?) (2003)
12. Visitors, Vanishings and Va-va-va Voom (2003)
13. Crushes, Cliques and the Cool School Trip (2004)
14. Hassles, Heart-pings! and Sad, Happy Endings (2004)

### Серия „Стела“ (Stella Etc)
1. Frankie, Peaches and Me (2004)
2. Sweet-talking TJ (2004)
3. Meet the Real World, Rachel (2004)
4. Truly Madly Megan (2005)
5. Amber and the Hot Pepper Jelly (2005)
6. Twists, Turns and 100% Tilda (2006)
7. For Ever and Ever And Evie (2007)

### Серия „Инди Кид“ (Indie Kidd)
1. How to Be Good(ish) (2005)
2. Oops, I Lost My Best(est) Friends (2005)
3. Being Grown-up Is Cool (Not!) (2005)
4. Are We Having Fun Yet? (Hmm?) (2006)
5. Wow, I'm a Gazillionaire (I Wish!) (2006)
6. My Big (Strange) Happy Family! (2007)
7. My (Most Excellent) Pet Project (2008)
8. Me and the School (Un)fair (2008)
9. My (Most Excellent) Guide to Best Friends (2009)
10. I Spy a (not So) White Lie (2009)